# Vasas Sport Club (vaterpolo)
Vasas Sport Club je mađarski vaterpolski klub iz Budimpešte.

## Uspjesi
- Kup prvaka: 1980., 1985.
- Kup pobjednika kupova: 1986., 1995., 2002.

- mađarska vaterpolska prvenstva: 1947., 1949., 1953., 1975., 1976., 1977., 1979., 1980., 1981., 1982., 1983., 1984., 1989., 2007.
- mađarski vaterpolski kup: 1947., 1961., 1971., 1981., 1983., 1984., 1992., 1994., 1996., 1998., 2001.,  2002., 2004., 2005.
- Superkup Mađarske: 2001., 2006.